# Libre ferrat
Le libre ferrat (terme occitan, signifiant littéralement en français « livre enchaîné », en latin liber catenatus) est un manuscrit sur parchemin et papier rédigé de la fin du XIIIe siècle et du début du XIVe siècle jusqu'en 1922, aujourd'hui conservé en mairie à Cordes-sur-Ciel, dans le Tarn.
Un fac-similé se trouve au musée Charles-Portal avec son analyse vidéo. Il s'agit d'un recueil d'actes et de privilèges à l'usage de la commune de Cordes. À l'époque médiévale, il pouvait être consulté sous la halle de la ville, où il était attaché à un pilier par une chaîne, d'où son nom de libre ferrat. Le plus ancien document qui y est reproduit est la charte d'organisation communale accordée en 1222 par Raymond VII de Toulouse.